# Xylopia plowmanii
Xylopia plowmanii är en kirimojaväxtart som beskrevs av Paul Edward Berry och David Mark Johnson. Xylopia plowmanii ingår i släktet Xylopia och familjen kirimojaväxter. Inga underarter finns listade i Catalogue of Life.